# Julije Paul
Julije Paul (lat. Iulius Paulus, starogrčki Ιούλιος Παύλος), bio je istaknuti rimski pravnik iz trećeg stoljeća. Bio je Papinijanov učenik. Drugi je po zastupljenosti i citiranju svojih djela u Digesta (17% od ukupnog materijala).
Poznat je po izvanrednoj definiciji obveznog odnosa koja glasi: Obligationum substantia non in eo consistit ut aliquod corps nostrum aut srvitutem nostram faciat, sed ut alium nobis obstrignat ad dandum aliquid, vel faciendum vel praestandum (Bit obveza ne sastoji se u tome da nam neko pribavi stvar ili službenost, nego da drugoga obaveže prema nama da nam nešto prenese u vlasništvo, da nam nešto učini ili da na nas prenese državinu).
Glavno njegovo djelo su Sententiae (Izreke), i uz Ulpijanove Regulae i Gajeve Institucije predstavljaju glavni izvor klasičnog rimskog prava.